# Requiem (песня Killing Joke)
«Requiem» (рус. Реквием) — песня английской пост-панк-группы Killing Joke. Она была выпущена в сентябре 1980 года лейблом E.G. Records в качестве второго сингла с их одноимённого дебютного студийного альбома.
Сингл не попал в чарты Великобритании, но занял 43-е место в американском чарте Billboard Dance Club Songs.

## Выпуск
| Регион         | Дата                | Лейбл                 | Формат | номер каталога |
| -------------- | ------------------- | --------------------- | ------ | -------------- |
| Великобритания | 26 сентября 1980 г. | E.G. Malicious Damage | 7"     | EGMD 1.0       |
| Великобритания | 26 сентября 1980 г. | E.G. Malicious Damage | 12"    | EGMDX 1.0      |

«Requiem» был выпущен 26 сентября 1980 года на 7-дюймовом виниле лейблами E.G. Records и Malicious Damage в качестве второго сингла с дебютного одноимённого студийного альбома группы, поддержанного би-сайдом «Change». Также была выпущена 12-дюймовая версия сингла, включающая «Change» и демо-версию «Requiem» в качестве би-сайдов.

## Кавер-версии
Песня была записана в 1997 году американской рок-группой Foo Fighters в качестве одной из би-сайдов к их песне «Everlong» и была включена в переиздание 2007 года их альбома The Colour and the Shape.
Британская индастриал-метал группа Godflesh исполнила «Requiem» вживую во время своего тура 2001 года в поддержку альбома Hymns. В этом туре группу сопровождал басист Killing Joke Пол Рэйвен и, в одном случае, вокалист Killing Joke Джез Коулман.
«Requiem» был записан британской пост-панк-группой Eagulls в 2013 году в качестве би-сайда к их синглу «Nerve Endings», который был выпущен ограниченным тиражом на 7-дюймовом виниле.
Французская группа LANE (Love and Noise Experiment), созданная бывшими участниками The Thugs и Daria, 2 групп из Анже, записала её вживую во время своего тура 2018 года, а затем записала студийную версию в 2019 году, которую можно найти на Spotify.

## Список композиций

### 7" винил
- E.G. / Malicious Damage — EGMD 1.0[2]

| №  | Название  | Длительность |
| -- | --------- | ------------ |
| 1. | «Requiem» | 3:42         |

| №  | Название | Длительность |
| -- | -------- | ------------ |
| 1. | «Change» | 3:58         |

### 12" винил
- E.G. / Malicious Damage — EGMDX 1.0[3]

| №  | Название  | Длительность |
| -- | --------- | ------------ |
| 1. | «Requiem» | 3:42         |

| №  | Название                     | Длительность |
| -- | ---------------------------- | ------------ |
| 1. | «Change»                     | 3:58         |
| 2. | «Requiem» (Malicious Demo 2) | 3:42         |

## Участники записи
| Killing Joke - Джез Коулман — вокал, синтезатор - Кевин «Джорди» Уокер — гитара - Мартин «Youth» Гловер — бас-гитара - Пол Фергюсон — бэк-вокал, барабаны | Производственный персонал - Killing Joke — продюсеры - Фил Хардинг — звукорежиссёр, сведение (не указан в буклете) - Майк Коулз — художественное оформление (не указан в буклете) - Дон Маккаллин — фотограф (не указан в буклете) |

## Чарты
| Чарты (1980 г.)                     | Позиция в чартах |
| ----------------------------------- | ---------------- |
| US Hot Dance Club Songs (Billboard) | 43               |